# 林群弼
林群弼（1956－2016年）, 曾任國立臺灣大學法律學院副教授。

## 生平概述
林群弼於1991年发表了2,600多頁的博士論文，獲日本慶應大學法學博士（商法專攻），是台灣籍第三位日本慶應大學法學博士。
其回國後與曾為法律扶助基金會董事長，後为國立臺北大學教授的吳景芳女士結為連理。
1991年8月進入台大任教并著有《公司法》、《海商法論》、《票據法》、《保險法》、《國際貿易法》、《商事法專題研究》、《共同海損之研究》等書。
有許多重要期刊論著，例如收錄於台大法學論叢34卷1期的《由比較法之觀點論我國現行公司重整之規定》。
林群弼於2016年底逝世。
立法委員柯建銘曾在立法院說：
| “ | 臺灣海商法泰斗林群弼教授殞落之後，現今臺灣海商法已無泰斗級的人物 | ” |